# ✨

Twemoji的閃爍表情符號(✨)

✨ 是一個表情符號，其特色為一顆大星星被多顆小星星所環繞。此符號起源於日本，原本用來表現动漫中常見的閃爍效果，並常用以圍繞文字或詞語達到強調的效果。截至 2021 年，它在Twitter上為全球第三常使用的表情符號；而自2020年代初起，各大軟體公司亦開始用此符號來象徵人工智慧。

## 發展
根据表情圖案百科的資料，該表情最早由日本的行動通訊業者軟銀集團 、 NTT DOCOMO和au於 1990 年代後期使用。該表情符號於 2010 年被納入 Unicode 6.0，並於 2015 年加入Emoji 1.0。
在某些平台上，該表情符號是多色的，而在其他平台上則為單色。Twitter和Microsoft的該表情符號曾由多色改為單色。三星版本的該表情符號過去則帶有夜空背景。

## 用法

### 溝通
該表情最初用來表現日本動畫和漫畫中的閃光效果，這些閃爍通常代表美麗、幸福或敬畏之情。該表情符號具有多種含義，具體取決於使用情境。從 2010 年代後期或大約 2020 年開始，它開始被用來圍繞單詞或短語以強調語氣，例如「I would simply ✨pass away✨」（我簡直要✨昏過去✨）。此外，它也可以用於諷刺、反諷或戲謔他人。在沒有表情符號的情況下，人們可以使用波浪線或星號來達到類似效果，例如「~波浪線~」、「～*星號加波浪線*~」或「~*~真正的闪耀光彩~*~」。 該表情還可用於表示文字中的星星、象徵清潔，或在性暗示訊息中表示「高潮」的意思。
根據表情圖案百科的資料，在2021年9月，該表情超越了恳求脸（🥺）表情符号，成为全球使用第三高的表情符号，大约有 1% 的推文包含 Sparkles 表情符号。

### 人工智慧

Gemini標誌的閃光。

在2020年代初期，該表情開始被用作代表人工智慧的圖示。使用這種方式的公司包括Google、 OpenAI 、三星、微软、 Adobe 、Spotify和Zoom 。截至 2024 年 8 月，市值排名前 10 的七大軟體公司均使用該表情來與AI相關聯。 OpenAI為ChatGPT使用的不同模型版本設有不同的✨表情符號。一種解釋是，這些公司使用該表情來將 AI 市場化為「魔法」。在人工智慧出現之前，將科技產品市場化為「魔法」的做法曾經被使用過，特別是蘋果公司。設計師和行銷人員選擇使用 Sparkles 來代表 AI 的另一種解釋是，因為其他公司也在這麼做，使得這個符號對用戶來說更加熟悉。
大約在 2024 年，一些公司開始從其人工智慧服務中的在該表情符號中移除兩顆較小的星星，並保留一顆大星星，例如Google的Gemini聊天機器人。
在 2024 年初，尼爾森·諾曼集團（英語：Nielsen Norman Group）提供測試對象單獨使用星星符號，發現人們並未將這個符號與人工智慧相關聯，而是主要將其與「優化」或「收藏/保存項目」聯繫起來。